# Hesselø
Die kleine dänische Insel Hesselø liegt im Kattegat, etwa 28 km nördlich von Seeland.

## Geographie
Hesselø ist 0,71 km² groß, bei einer Länge von 1,5 km und einer Breite von 700 Metern. Die Insel gehörte  zum Kirchspiel Torup (Torup Sogn in der Harde Strø Herred, Frederiksborg Amt), seit 1970 zur Hundested Kommune, die im Zuge der Kommunalreform zum 1. Januar 2007 in der Frederiksværk-Hundested Kommune in der Region Hovedstaden aufgegangen ist, die wiederum am 1. Januar 2008 in Halsnæs Kommune umbenannt wurde. Der Hauptteil der Kommune liegt 25 km entfernt auf der Insel Seeland. Die Insel ist in Privatbesitz.
Ihren Namen bekam die Insel von den Seehunden (sæl), die früher dort gejagt wurden und noch heute häufig sind. Auch deshalb ist Hesselø ein Naturreservat mit stark eingeschränkten Besuchsmöglichkeiten. Die Insel erreicht eine Höhe von 20 Metern. An der höchsten Stelle steht ein 24 Meter hoher Leuchtturm. Seit 2005 ist die Insel unbewohnt. Auf der Insel gibt es eine Wetterstation sowie einen Friedhof, auf dem vorwiegend schiffbrüchige Opfer beerdigt sind, die hier angeschwemmt wurden.
Von der Nordwestspitze der Insel aus erstreckt sich ein drei Kilometer langes Riff, auf dem einige Felsen aus dem Wasser ragen. Das Riff wird durch eine Boje markiert. Im Südosten erstreckt sich eine schmale Sandspitze 1,5 Kilometer weit ins Meer. Am Südostende befindet sich ein Felsen, über den an stürmischen Tagen die Wellen brechen. Auch diese Stelle ist mit einer Boje markiert.

## Geschichte

### Steinzeit und Mittelalter
Nach Ausgrabungen, deren Ergebnisse 1973 von dem Archäologen Jørgen Skaarup vom Langelands Museum veröffentlicht wurden, lassen sich Fundstücke von Bewohnern auf die späte Jungsteinzeit (3200 v. Chr.) zurückdatieren. Die frühen Wohnstätten erwiesen sich als saisonale Besiedlungen. Die damaligen Jäger verließen ihre festen Siedlungen auf Seeland oder in Schweden, um in der Brutzeit die Jungen der Kegelrobben zu jagen. Die Tiere wurden für das Kochen von Tran und für den Fleischvorrat enthäutet, zerlegt und mit dem Boot zu den festen Siedlungen geschafft. Die Seehundjagd setzte sich im Mittelalter fort und wurde erst 1977 ganz eingestellt, als die letzten Tiere unter Schutz gestellt wurden.
Im Waldemar-Erdbuch von 1231 wird die Insel als Esæl („Insel der Seehunde“) erwähnt.

### 19. und 20. Jahrhundert

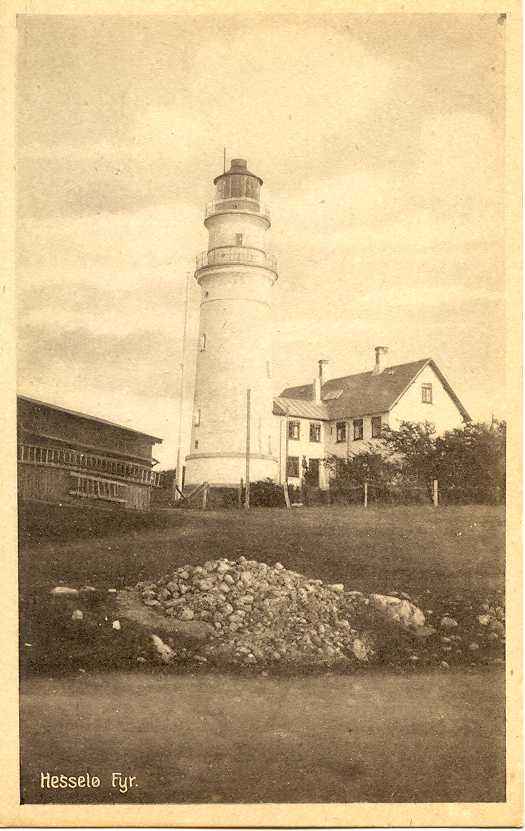
Leuchtturm Hesselø von Nordwesten

Per königlichem Dekret vom 12. April 1822 wurde festgelegt, dass Hesselø zur (damaligen) Landgemeinde Rørvig gehört. Bis dahin war die Gemeindezugehörigkeit der Insel nicht definiert.
1864 wurde der vom Architekten N.S. Nebelongs entworfene weiße Leuchtturm errichtet.
Am 13. November 1872 stieß die norwegische Bark Hilda während einer Sturmflut auf das nordwestlich gelegene Riff und kenterte. Der Leuchtturmwärter und dessen Assistent retteten alle zehn Besatzungsmitglieder. Daran erinnert heute eine Gedenktafel am Leuchtturm.
1899 stand die Insel zum Verkauf. Der Hofjägermeister Christian Frederik Emil von Holstein-Rathlou aus Rathlousdal bei Odder wünschte sich, die Insel als Jagdrevier zu nutzen. Er beauftragte den Architekturprofessor Martin Nyrup, ein großes Blockhaus zu entwerfen, eine Reihe fremder Baumarten und Gewächse wie Kastanien, Eichen, Obstbäume und Stechpalmen zu pflanzen und einen Park um das Hesselhus („Hesselhaus“) anzulegen. 1902 errichtete er den Hesselgård („Hesselhof“), um vor allem Fasanen zu züchten, aber auch um die eingeführten Kängurus aus Australien und Schildkröten zu versorgen. Nach der Abschaffung des Lehnswesen in Dänemark 1919 vergab der Sohn von Nyrup die Insel in andere Hände.
1939 übernahm F. L. Smidth Hesselø als Ferieninsel für das Personal seiner Firma und als Jagdrevier.
Im Jahr 1963 verließ die letzte Familie die Insel. Am 8. November 1965 musste mit einer Douglas DC-4/C-54D-5-DC der Dänischen Luftstreitkräfte (Luftfahrzeugkennzeichen RDAF N-605) nach Ausfall der Triebwerke nördlich von Hesselø im Kattegat eine Notwasserung durchgeführt werden. Alle 20 Insassen, Besatzungsmitglieder und Passagiere, überlebten die Notwasserung.
Im Jahr 1970 wurde der Betrieb des Leuchtturms automatisiert und von der Kontrollstation Fornæs Fyr gesteuert. Seit der Automatisierung des Leuchtturms hat sich die Einwohnerzahl von 16 Personen im Jahr 1955 auf zwei im Jahr 2000 verringert.
Anlässlich einer von Dänemark genehmigten Suche nach Erdöl im Jahr 1983 nordöstlich der Insel (hier befinden sich die Untiefen Lysegrund und Lille Lysegrund) gab es eine diplomatische Auseinandersetzung zwischen Dänemark und Schweden.

### 21. Jahrhundert
2002 verkaufte der Eigner, ein Zementkonzern, die Insel an die dänische Radarfirma Weibel Scientific für 12 Millionen Dänische Kronen.
2003 war die geschützte Insel erneut in den Nachrichten, als der Eigentümer, Hauptaktionär Erik Tingleff Larsen, neben der Verlängerung der Landebahn auf 600 Meter einen nicht genehmigten Hafen errichtete. Das dabei entfernte Strandgestein zerstörte 10.000 Quadratmeter Wiese an der Küste. Auch sind Reste einiger steinzeitlicher Besiedlungen bei den Ausbauarbeiten beschädigt worden. Die Umweltbehörde vom Frederiksborg Amt und der Ausschuss für „Naturklagen“ forderten die Einebnung des Hafens und die Wiederherstellung des Strandgesteins in den ursprünglichen Zustand. Der Eigentümer willigte ein und bezahlte zudem eine Strafe.
2007 wurden 33 tote Seehunde auf der Insel gefunden, die vermutlich an der von der dänischen Insel Anholt verbreiteten Seehundspest erlagen.